# Theodor Hänsch

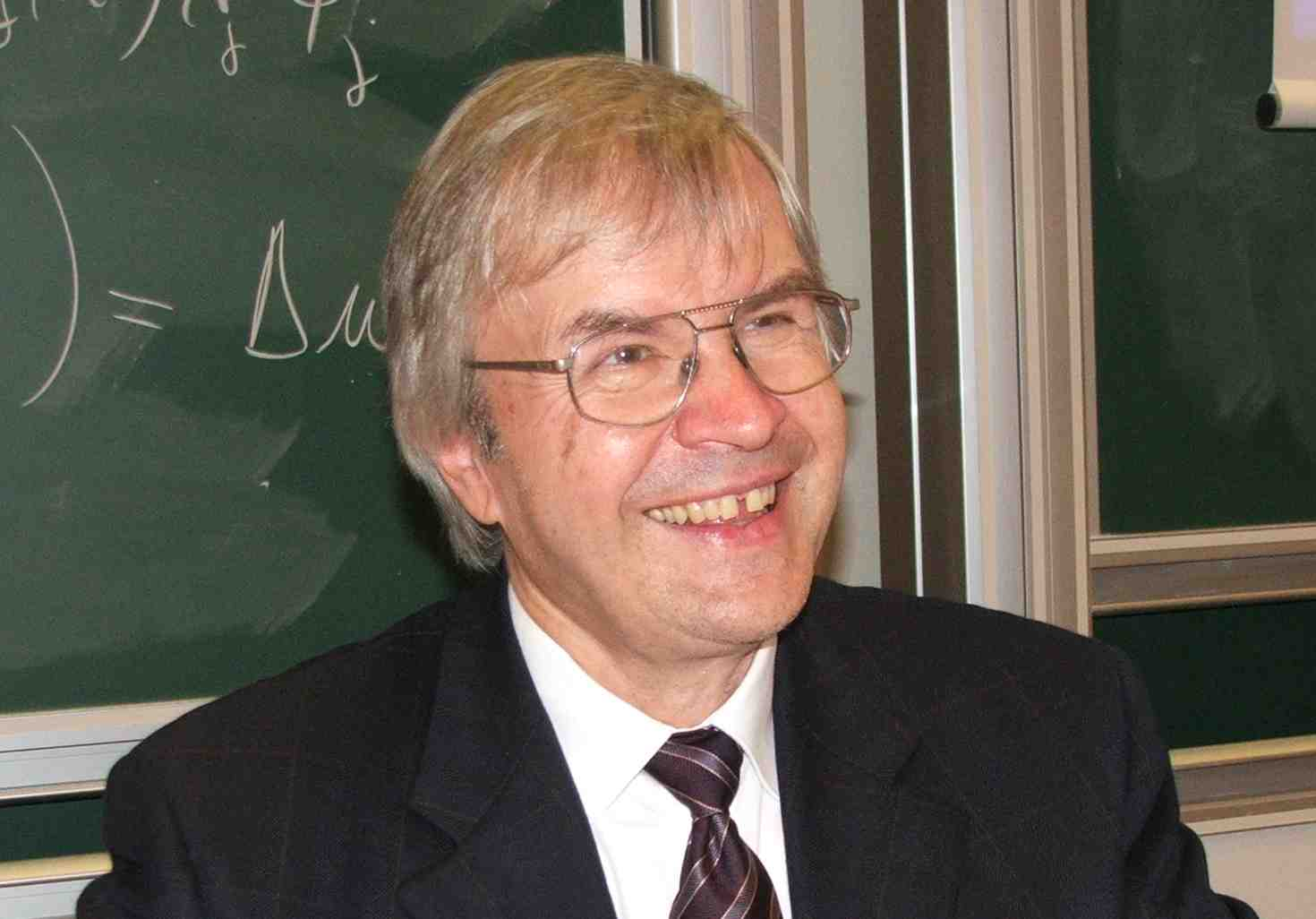
Theodor Hänsch im Oktober 2006

Theodor Wolfgang Hänsch (* 30. Oktober 1941 in Heidelberg) ist ein deutscher Physiker und Hochschullehrer. Er ist Direktor am Max-Planck-Institut für Quantenoptik in Garching bei München. Er gilt als einer der Pioniere der Laserspektroskopie. Gemeinsam mit John Lewis Hall und Roy J. Glauber (beide USA) wurde er im Dezember 2005 mit dem Nobelpreis für Physik ausgezeichnet.

## Leben
Hänsch wurde 1969 an der Ruprecht-Karls-Universität Heidelberg bei Peter Toschek nach erfolgreicher Verteidigung seiner Dissertation Zur Wechselwirkung zweier Laser-Lichtfelder mit angeregten Neon-Atomen mit dem Prädikat summa cum laude promoviert. Im Anschluss daran ging er, mit einem DAAD-NATO-Stipendium ausgestattet, zu Arthur L. Schawlow an die Stanford University, Kalifornien. Hänsch hatte Schawlow, der 1981 den Nobelpreis für seinen Beitrag zur Entwicklung der Laserspektroskopie erhielt, während einer Sommerschule in Schottland kennengelernt. Während seiner Zeit als Postdoc forschte Hänsch zusammen mit Schawlow an verschiedenen Fragestellungen der Laserphysik. Beide wurden 1973 für ihre Arbeiten als „California Scientist of the Year“ ausgezeichnet. Im selben Jahr wurde er Sloan Research Fellow. Zwei Jahre später erhielt Hänsch einen eigenen Lehrstuhl in Stanford. Zu seinen Schülern gehört unter anderem Carl Edwin Wieman, der 1977 in Stanford promovierte und im Jahr 2001 mit dem Nobelpreis für Physik ausgezeichnet wurde. Einer seiner bekanntesten Hörer dürfte Steve Jobs gewesen sein, Mitbegründer und langjähriger Leiter der Firma Apple. 1986 wurde Hänsch Direktor und wissenschaftliches Mitglied am Max-Planck-Institut für Quantenoptik und Professor an der Ludwig-Maximilians-Universität in München.
Er ist seit 1983 Mitglied der American Academy of Arts and Sciences, seit 1991 ordentliches Mitglied der Bayerischen Akademie der Wissenschaften, seit 2001 der National Academy of Sciences, seit 2005 Mitglied der Mathematisch-Naturwissenschaftlichen Klasse der Berlin-Brandenburgischen Akademie der Wissenschaften und seit 2008 Mitglied des Ordens Pour le Mérite für Wissenschaft und Künste in Berlin.

## Wirken
Theodor Hänsch – seit seinem USA-Aufenthalt von seinen internationalen Fachkollegen kurz auch „Ted Hänsch“  genannt – war seit Beginn seiner wissenschaftlichen Laufbahn auf dem damals neuen Forschungszweig der experimentellen Laserphysik und Quantenoptik tätig und hat die Entwicklung dieses Fachgebiets maßgeblich mitgeprägt. Zu seinen wichtigsten Schöpfungen zählt der Frequenzkamm, ein Gerät, das auf der Grundlage eines Interferenz-Verfahrens eine sehr exakte Messung der Frequenz von Lichtwellen gestattet. Hänschs Erfindung hat binnen kürzester Zeit die Metrologie revolutioniert und neue Forschungsgebiete eröffnet. Zur Umsetzung der Erfindung in eine gebrauchsfertige kommerzielle Messapparatur wurde die Firma Menlo Systems GmbH, Planegg  bei München, ins Leben gerufen, an deren Gründung Hänsch beteiligt war. Sie war eine Zeit lang der weltweit einzige kommerzielle Anbieter von optischen Frequenzkämmen. Für die Entwicklung des Frequenzkamms in Verbindung mit seinen übrigen Leistungen in der Laserspektroskopie erhielt Hänsch 2005 den Nobelpreis. 
Der Europäische Forschungsrat bewilligte Hänsch im Juni 2011 eine Förderung in Höhe von 2,39 Mio. Euro über einen Zeitraum von fünf Jahren. Zusammen mit seinem Team wird Hänsch damit an der Ludwig-Maximilians-Universität München seine Arbeit am Frequenzkamm vertiefen.
Hänsch war auch Miterfinder des Verfahrens der Laserkühlung, einer Methode, mit der Atome durch Einstrahlung von Laserlicht bis nahe an den absoluten Nullpunkt der Temperatur abgekühlt werden können. Dieses Verfahren ist unerlässlich für Experimente mit Bose-Einstein-Kondensaten. Er entwickelte auch den ersten stufenlos durchstimmbaren monochromatischen Farbstofflaser. Mit diesen Entwicklungen wurden unter anderem die Grundlagen für die hochpräzise Messung der Rydberg-Konstante, der Ladungsradien von Protonen und Neutronen und anderer wichtiger atomarer Größen geschaffen.
Seine vielfältigen Beiträge zur hochauflösenden Laserspektroskopie, insbesondere zur dopplerfreien Laserspektroskopie, sind heute als Standardverfahren anerkannt und weit verbreitet.
Laserspektroskopische Messungen seiner Gruppe 2010 an myonischem Wasserstoff führten zu Abweichungen von rund 4 Prozent für den Protonradius im Vergleich zum Standardwert (Rätsel des Protonradius). 2017 wurde das von seiner Gruppe an gewöhnlichem Wasserstoff bestätigt.

## Ruhestand
Theodor Hänsch wurde im Alter von 64 Jahren mit dem Nobelpreis geehrt, nur ein Jahr vor der Pensionsgrenze in Deutschland – nach den geltenden gesetzlichen Regelungen wäre er deshalb in Deutschland am 30. Oktober 2006 in den Ruhestand gegangen. Durch diesen Umstand wurde der Zwangsruhestand für Wissenschaftler diskutiert: Um weiterhin aktiv Forschung betreiben zu können, hätte Hänsch ins Ausland gehen müssen – wie viele andere Wissenschaftler zuvor. Für Hänsch wurde am 21. Juli 2006 eine Sonderregelung bekannt, nach der der Freistaat Bayern, die Carl-Friedrich-von-Siemens-Stiftung und die Ludwig-Maximilians-Universität die nötige finanzielle und personelle Ausstattung auch nach seinem Eintritt in den Ruhestand sicherstellen. Die weitere Arbeit am Max-Planck-Institut für Quantenoptik wird durch die Max-Planck-Förderstiftung finanziert.
Hänsch war im Laufe seines Lebens bei 40 Patenten Erfinder.

## Auszeichnungen
Hänsch erhielt die Ehrendoktorwürde der Freien Universität Berlin (2006), der Universität St Andrews (2006) und der Bar-Ilan-Universität (2008).
2006 wurde er Mitglied der päpstlichen Akademie der Wissenschaften, der Deutschen Akademie der Naturforscher Leopoldina und der Académie des sciences, Paris. 2009 wurde er zum Mitglied der Academia Europaea gewählt.
Ebenfalls im Jahr 2006 wurde er Ehrenbürger der Städte Garching bei München und Florenz.
- 1973: California Scientist of the Year (Kaliforniens Wissenschaftler des Jahres; zusammen mit Arthur L. Schawlow)
- 1979: Otto-Klung-Preis
- 1983: Comstock-Preis für Physik
- 1988: Gottfried-Wilhelm-Leibniz-Preis der Deutschen Forschungsgemeinschaft
- 1989: King Faisal International Prize
- 1998: Philip Morris Forschungspreis
- 2000: Philip Morris Forschungspreis
- 2000: Stern-Gerlach-Medaille der Deutschen Physikalischen Gesellschaft
- 2001: Matteucci-Medaille
- 2002: Alfried-Krupp-Wissenschaftspreis
- 2003: Verdienstkreuz des Verdienstordens der Bundesrepublik Deutschland 1. Klasse
- 2003: Bayerischer Maximiliansorden für Wissenschaft und Kunst
- 2005: Otto-Hahn-Preis
- 2005: Frederic Ives Medal der Optical Society of America
- 2005: Nobelpreis für Physik, zusammen mit John Lewis Hall und neben Roy J. Glauber
- 2005: Bambi in der Kategorie „Forschung“
- 2005: Großoffizier des Verdienstordens der Italienischen Republik
- 2006: Großes Verdienstkreuz mit Stern des Verdienstordens der Bundesrepublik Deutschland
- 2006: Ehrenbürger von Garching b.München
- 2006: Ehrenring der Stadt Garbsen
- 2006: Carl-Friedrich-von-Siemens-Preis/ Carl-Friedrich-von-Siemens-Professur an der LMU
- 2008: Pour le mérite für Wissenschaft und Künste[8]
- 2011: Ehrenmitgliedschaft der Deutschen Physikalischen Gesellschaft (DPG), einhergehend mit der Verleihung der goldenen Ehrennadel
- 2012: Wilhelm-Exner-Medaille
- 2019: Ernst-Mach-Ehrenmedaille
- 2022: Ehrendoktorat der ETH Zürich